# کبوترک سیاه‌سفید
کبوترک سیاه‌سفید (نام علمی: Xolmis dominicanus) نام یک گونه از سرده کبوترک‌ها است.